# CeroUno
CeroUno era una revista mensual chilena dedicada a temas de tecnología, videojuegos y entretenimiento digital, que nació en noviembre de 2007. Pertenecía a Publicaciones Lo Castillo (empresa perteneciente al diario El Mercurio) y se considera a sí misma como la primera revista chilena de entretención digital.
Informa ampliamente acerca de noticias relacionadas con las tecnologías de vanguardia, Internet, audio, televisión, y críticas de videojuegos. El editor de esta revista, Alejandro Alaluf, hasta antes de la aparición de CeroUno, era editor de la sección de videojuegos de la edición chilena de la revista Rolling Stone (publicada de igual manera por Publicaciones Lo Castillo).

## Historia
La revista CeroUno apareció por primera vez en noviembre de 2007. En la primera edición se presentó como reportaje de portada un informe sobre la "guerra" entre los buscadores Google y Yahoo!. En su segunda edición (diciembre de 2007) se presentó un informe especial acerca de la televisión digital y la pugna entre los 2 formatos que sucederían al DVD: el Blu-Ray y el HD DVD.
En su tercera edición (enero-febrero de 2008), se presentó una nota de portada que hacía referencia a los juegos de video Rock Band y Guitar Hero III.
CeroUno publicó su última edición en julio de 2008 (edición Nº 9). Todas las ediciones que publicó la revista durante su breve historia están disponibles en su sitio web.